# Правящая партия
Пра́вящая па́ртия — политическая партия, которая в условиях парламентской республики и пропорциональной избирательной системы получила право на создание (формирование) правительства.
В политическом лексиконе также часто применяется выражение «партия власти» для обозначения политических интересов государственно-бюрократического аппарата, которые не являются формально оформленными в отдельную партию, однако, могут осуществлять (и осуществляют) существенное влияние на политический процесс. В литературе также применяют словосочетание — домини́рующая па́ртия.